# Թ
Das T̕o (Թ und թ) ist der neunte Buchstabe des armenischen Alphabets. Der Buchstabe stellt den Laut [tʰ] dar und wird im Deutschen mit dem Buchstaben T (selten auch mit dem Digraphen Th) transkribiert.
Es ist dem Zahlenwert 9 zugeordnet. 

## Zeichenkodierung
Das T̕o ist in Unicode an den Codepunkten U+0539 (Großbuchstabe) bzw. U+0569 (Kleinbuchstabe) zu finden.